# Kaiser-Franz-Denkmal (Bad Hofgastein)

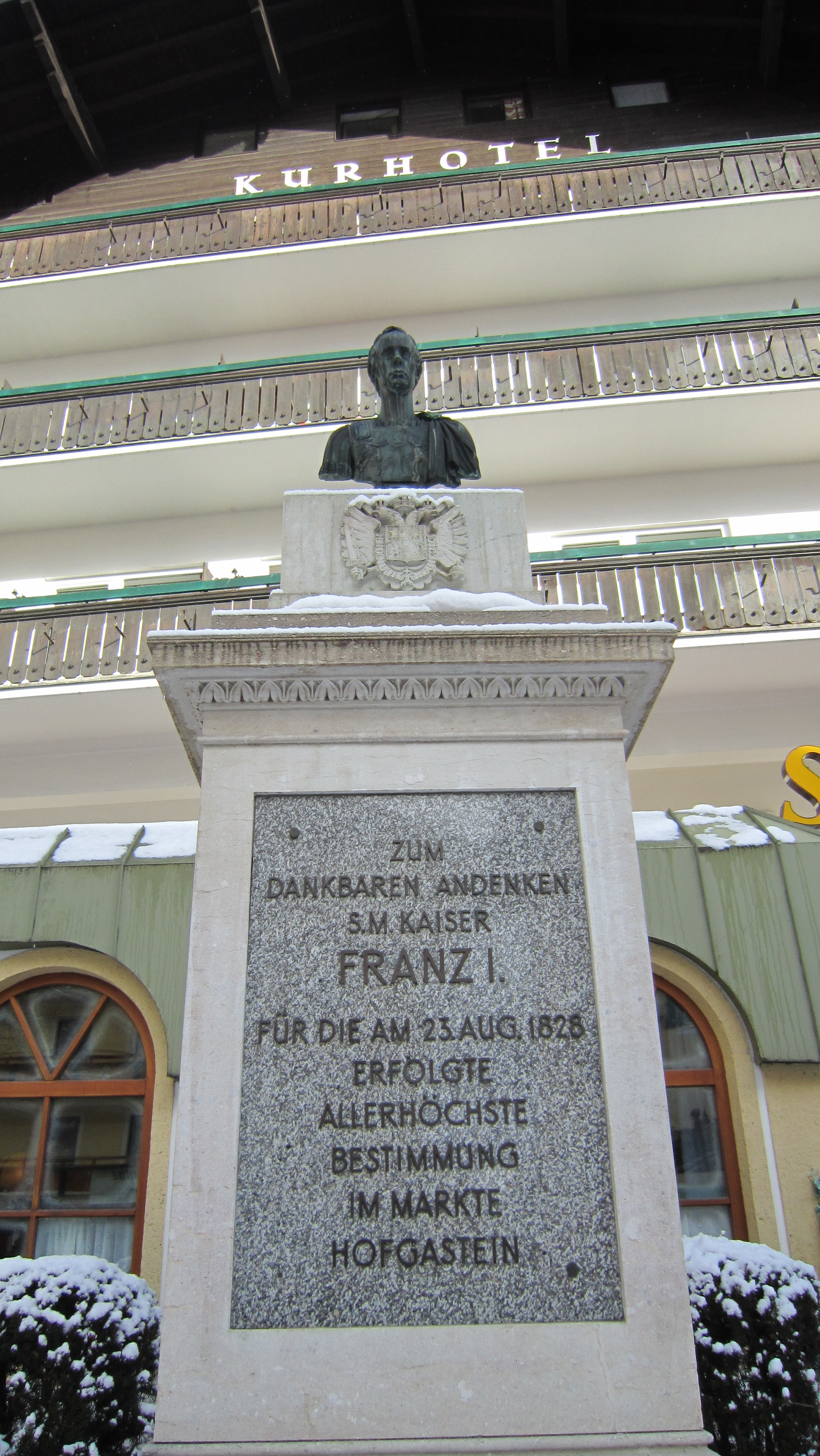
Monument Kaiser Franz I., Bad Hofgastein

Das Kaiser-Franz-Denkmal in der Marktgemeinde Bad Hofgastein im Land Salzburg in Österreich ist ein Denkmal aus dem Jahr 1847 und wurde als sichtbares Zeichen der Dankbarkeit Kaiser Franz I. (II.) gewidmet.

## Geschichte
Wegen der rasch steigenden Anzahl von Kurgästen im Gasteinertal in den 1820er-Jahren setzten sich vor allem Johann Ladislaus Pyrker, Erzbischof von Eger/Erlau und Patriarch von Venedig, Erzherzog Johann und der Graf von Ugarte für den Bau einer Thermalwasserleitung vom Wildbad Gastein nach Hofgastein ein.
Mit einer Resolution vom 23. August 1828 genehmigte Kaiser Franz I. schließlich dieses Bauvorhaben. Damit musste das Thermalwasser nicht mehr in Fässern nach Hofgastein gebracht werden, und es gab endlich eine Lösung für den akuten Unterkunftsmangel beim Wildbad, wo zuvor viele Kurgäste abgewiesen werden mussten.
Ladislaus Pyrker war es auch, der die Errichtung des Denkmals initiierte. Die Büste des Kaisers wurde nach einem Modell von Franz von Zauner in der Erzgießerei Josef Glanz in Wien gegossen. 
Am 15. August 1847 wurde das Denkmal durch Kreishauptmann Gustav Ignaz von Chorinsky feierlich enthüllt.

## Beschreibung
Auf einem Rechtecksockel aus Untersberger Marmor ruht das Bronze-Brustbild von Kaiser Franz I. in Cäsaren-Tracht.

Die Inschriften am Sockel lauten auf der Vorderseite 

„Zum dankbaren Andenken S[r]. M[aj]. Kaiser Franz I. für die am 23. Aug. 1828 erfolgte allerhöchste Bestimmung im Markte Hofgastein“

auf der Rückseite 

„Johann Ladislaus Pyrker mit Hofgasteins Bürgern vereint, in vollster ewig neuer Ehrfurcht 15. August 1847“

und an der Basis 

„Die Bürger Hofgasteins verehren dankbar in dem Gründer des Monuments ihren größten Wohltäter“